# Edmond Brahimaj

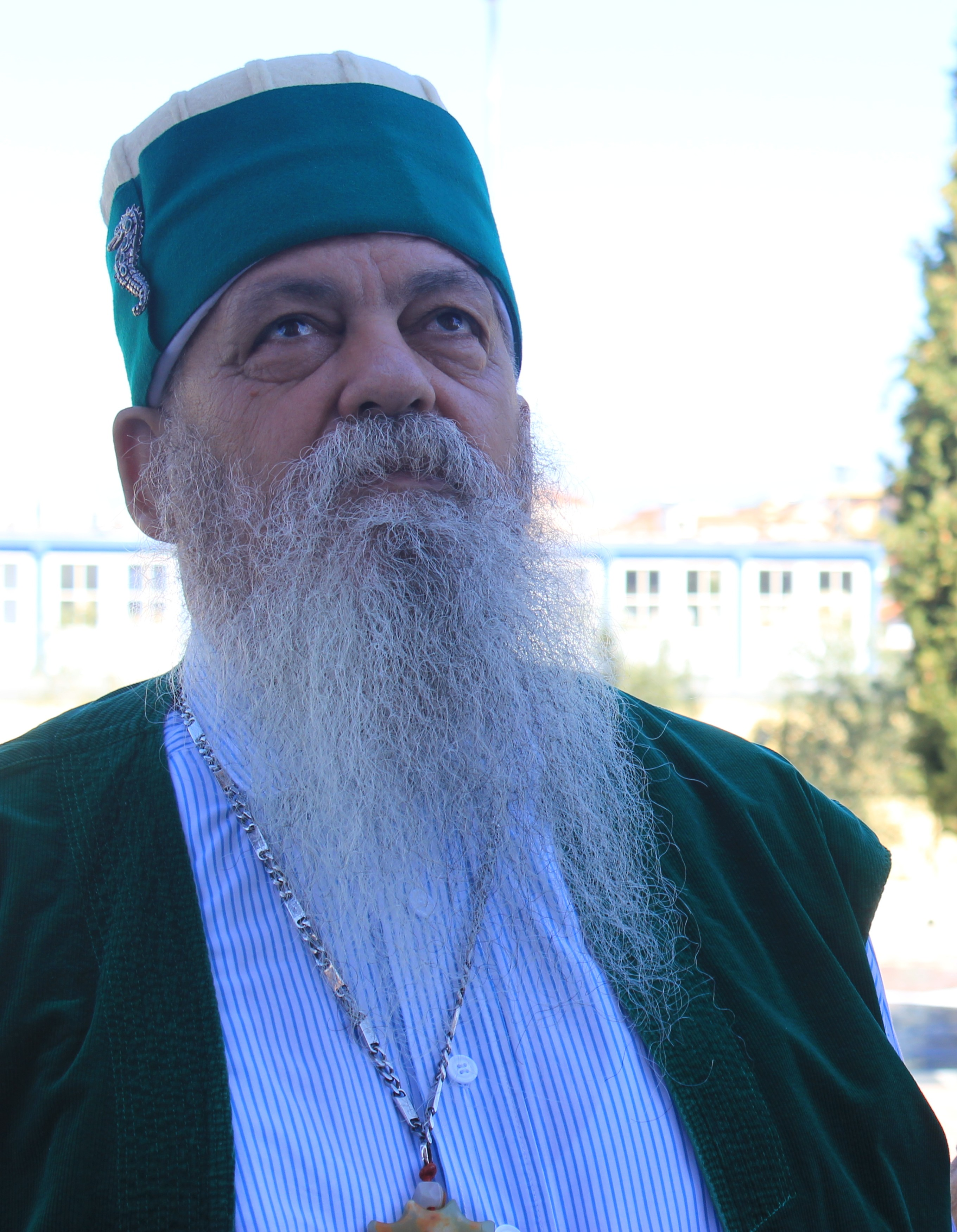
Edmond Brahimaj im September 2017 in Tirana

Haxhi Baba Edmond Brahimaj (* 1959 oder 1960 in Vlora, Albanien), kurz Baba Mondi, ist ein albanischer Sufi-Geistlicher und Vorsitzender der albanischen Welt-Bektaschi-Vereinigung (Kryegjyshata Boterore Bektashiane).
Edmond Brahimaj besuchte die Grund- sowie Mittelschule in Vlora und schloss die Militärakademie ab. Ab 1982 war er als Offizier der albanischen Streitkräfte an der Grenze zu Jugoslawien stationiert. Nach der Einführung der Demokratie 1990 wurde er am 2. Januar 1992 Schüler des bektaschitischen Dedebabalik. Schließlich wurde er 16. Mai 1996 Derwisch, und 1997 erhielt er den Ehrentitel Baba.
Bald wurde Baba Mondi Vorsitzender der Turan-Tekke von Korça. Später ernannte das Dedelik der albanischen Hauptstadt Tirana ihn zum Aufseher der Arabati-Baba-Tekke von Tetovo in Nordmazedonien. Baba Mondi erklärte in Anbetracht der Übernahme der Tekke durch muslimische Sunniten, dass er, wie auch seine Brüder und Schwestern, einer fortschrittlichen Vision des Islam verpflichtet sei.
Nach dem Tod von Haxhi Dedebaba Reshat Bardhi, dessen Stellvertreter Edmond Brahimaj war, wurde er im Juni 2011 vom Rat der albanischen Babas zum Oberhaupt des Bektaschi-Ordens ernannt.